# 24(S)-Hydroxycholesterin
24(S)-Hydroxycholesterin ist eine chemische Verbindung aus der Gruppe der Steroide und ein Metabolit von Cholesterin.

## Gewinnung und Darstellung
Für 24(S)-Hydroxycholesterin sind mehrere Syntheseverfahren bekannt.

## Vorkommen und Eigenschaften
24(S)-Hydroxycholesterin wird aus Cholesterin im Gehirn gebildet und ist wichtig für die Cholesterin-Homöostase des Gehirns und ist außerdem ein endogener Agonist der Leber-X-Rezeptoren (LXRs).
Die Verbindung wurde erstmals 1953 von Alberto Ercoli, S. Di Frisco und Pietro de Ruggieri aus dem Gehirn von Pferden und Menschen isoliert.

## Verwendung
Veränderungen des Gehaltes von 24(S)-Hydroxycholesterin können zur Überwachung von neurodegenerativen Erkrankungen herangezogen werden, die mit Störungen des Cholesterinstoffwechsels zusammenhängen, wie zum Beispiel Multiple Sklerose und die Alzheimersche Krankheit.

## Externe Links zu erwähnten Verbindungen
1. ↑  Externe Identifikatoren von bzw. Datenbank-Links zu 24(R)-Hydroxycholesterin:  CAS-Nr.: 27460-26-0, PubChem: 10135759, ChemSpider: 8311272, Wikidata: Q27122096.